# Tsubasa Kubo
Tsubasa Kubo (久保 飛翔 Kubo Tsubasa?), född 10 november 1993 i Ehime prefektur, är en japansk fotbollsspelare.
Kubo började sin karriär 2016 i Fagiano Okayama. Han spelade 3 ligamatcher för klubben. Han avslutade karriären 2018.